# 亚太空间合作组织
亚太空间合作组织（英語：Asia-Pacific Space Cooperation Organization）是由亚太地区八个成员国组成的政府间国际组织，总部设于中国北京。成员国为中国，孟加拉国，伊朗，蒙古国，巴基斯坦，秘鲁，泰国以及土耳其，此外印尼为签署国，墨西哥为观察员国。现任理事会主席Putchapong Nodthaisong，泰国国家数字经济社会委员会秘书长，秘书长职位由理事会成员国轮值出任。现任秘书长余琦女士，由现任理事会任命。
该组织的宗旨是通过推动成员国之间空间科学、技术及其应用多边合作，并通过技术研发、应用、人才培训等事务在成员国之间开展互助，提高成员国空间能力，促进人类和平利用外层空间。“亚太空间合作组织”的前身为“亚太空间技术应用多边合作会议”，2005年10月28日八个成员国签署《亚太空间合作组织公约》标志该组织正式成立，截至2006年6月止共有9个签约国。根据其公约的规定，至少必须有5个国家签署该公约，并向东道国政府交存批准书或接受书后公约即生效。

## 发展历程
1992年，中国、泰国和巴基斯坦共同倡议开展亚太地区空间技术与应用多边合作，并致力于推动区域间空间领域技术和具体合作空间项目，自此中国和亚太地区有关国家致力支持这个项目，亚太空间合作组织筹建工作获实质性进展。1994年于泰国曼谷举行亚太空间技术应用多边合作会议（Asia-Pacific Conference on Multilateral Cooperation in Space Technology and Applications）第一次会议。
根据第一次会议的建议，成立亚太空间合作机构筹备委员会（Preparatory Committee for the Asia-Pacific Space Cooperation Mechanism），筹委会由来自10国政府高层官员组成，筹委会秘书处设于北京。筹委会成员国包括澳大利亚、孟加拉、中国、印尼、韩国、蒙古、巴基斯坦、俄罗斯、斯里兰卡和泰国。
- 2003年8月，组织秘书处先后在吉隆坡、曼谷分别举办了章程讨论预备会议和第一次章程起草组会议，并完成章程大部分条款的审议；会议同意将亚太空间合作组织总部设在中国。
- 2003年11月10日，章程起草组在北京举行第二次会议，来自中国、韩国、伊朗、马来西亚、菲律宾、俄罗斯、泰国等15个国家的政府官员，以及联合国有关机构的代表和观察员参加了会议。
- 2005年10月28日，孟加拉、印度尼西亚、伊朗、蒙古、巴基斯坦、秘鲁、泰国和中国8个国家的政府代表正式签署了《亚太空间合作组织公约》。
- 2006年6月1日，土耳其在北京签署《亚太空间合作组织公约》，成为第9个条约签署国。

## 亚太空间技术应用多边合作会议
亚太空间技术应用多边合作会议为亚太空间合作机构（亚太空间合作组织）的重要组成部分，前4年每年举行一次会议，之后每隔1年举行一次。
- 第1次会议，泰国，1994年1月
- 第2次会议，巴基斯坦，1995年4月
- 第3次会议，韩国，1996年5月
- 第4次会议，巴林，1997年12月
- 第5次会议，伊朗，1999年12月
- 第6次会议，中国，2001年9月

## 合作内容
合作领域包括空间技术及其应用，包括对地观测、灾害管理、环境保护、卫星通信和卫星导航定位，以及空间科学研究、空间科学技术教育、培训等。
亚太空间合作组织与中国西北工业大学、武汉大学、浙江大学、哈尔滨工业大学、中国政法大学等高校以及中国航天基金会等组织有广泛合作。
2024年4月，该组织参与国际月球科研站项目。